# Short track na Zimowych Igrzyskach Olimpijskich 2022 – sztafeta mężczyzn
Sztafeta drużynowa mężczyzn na dystansie 5000 metrów w ramach zawodów w short tracku na Zimowych Igrzyskach Olimpijskich 2022 odbyła się 16 lutego w Capital Indoor Stadium w Pekinie. Tytułu w tej konkurencji broniła reprezentacja Węgier. Mistrzami zostali Kanadyjczycy, srebro przypadło Koreańczykom a brązowy medal otrzymali Włosi.

## Terminarz
| 16 lutego | 19:00 (UTC+09:00) / 11:00 (CET) | Sztafeta 5000 m mężczyzn (finał) |

## Wyniki

### Półfinały
| Miejsce | Grupa | Reprezentacja               | Zawodnicy                                                                 | Czas     | Uwagi |
| ------- | ----- | --------------------------- | ------------------------------------------------------------------------- | -------- | ----- |
| 1       | 1     | Kanada                      | Charles Hamelin Maxime Laoun Steven Dubois Pascal Dion                    | 6:38,752 | QA    |
| 2       | 1     | Włochy                      | Pietro Sighel Yuri Confortola Tommaso Dotti Andrea Cassinelli             | 6:38,899 | QA    |
| 3       | 1     | Japonia                     | Kazuki Yoshinaga Shogo Miyata Kota Kikuchi Katsunori Koike                | 6:40,446 | QB    |
| 4       | 1     | Chińska Republika Ludowa    | Wu Dajing Ren Ziwei Sun Long Li Wenlong                                   | 6:51,040 | ADVA  |
| 1       | 2     | Korea Południowa            | Lee June-seo Kim Dong-wook Hwang Dae-heon Kwak Yoon-gy                    | 6:37,879 | QA    |
| 2       | 2     | Rosyjski Komitet Olimpijski | Siemion Jelistratow Konstantin Iwlijew Pawieł Sitnikow Dienis Ajrapietian | 6:37,925 | QA    |
| 3       | 2     | Holandia                    | Itzhak de Laat Sjinkie Knegt Sven Roes Jens van ’t Wout                   | 6:37,927 | QB    |
| 4       | 2     | Węgry                       | Shaoang Liu Shaolin Sándor Liu John-Henry Krueger Bence Nógrádi           | 6:45,172 | QB    |

### Finały

#### Finał B
| Miejsce | Reprezentacja | Zawodnicy                                                       | Czas     | Uwagi |
| ------- | ------------- | --------------------------------------------------------------- | -------- | ----- |
| 6       | Węgry         | Shaoang Liu Shaolin Sándor Liu John-Henry Krueger Bence Nógrádi | 6:39,713 |       |
| 7       | Holandia      | Itzhak de Laat Sjinkie Knegt Sven Roes Jens van ’t Wout         | 6:39,780 |       |
| 8       | Japonia       | Kazuki Yoshinaga Shogo Miyata Kota Kikuchi Katsunori Koike      | 6:40,545 |       |

#### Finał A
| Miejsce | Reprezentacja               | Zawodnicy                                                                 | Czas     | Uwagi |
| ------- | --------------------------- | ------------------------------------------------------------------------- | -------- | ----- |
| 01 !    | Kanada                      | Charles Hamelin Steven Dubois Jordan Pierre-Gilles Pascal Dion            | 6:41,257 |       |
| 02 !    | Korea Południowa            | Lee June-seo Hwang Dae-heon Kwak Yoon-gy Park Jang-hyuk                   | 6:41,679 |       |
| 03 !    | Włochy                      | Pietro Sighel Yuri Confortola Tommaso Dotti Andrea Cassinelli             | 6:43,431 |       |
| 4       | Rosyjski Komitet Olimpijski | Siemion Jelistratow Konstantin Iwlijew Pawieł Sitnikow Dienis Ajrapietian | 6:43,440 |       |
| 5       | Chińska Republika Ludowa    | Wu Dajing Ren Ziwei Sun Long Li Wenlong                                   | 6:51,654 |       |